# افغان تیلی کام
افغان تیلی کام (AFTEL) یک شرکت مخابراتی است که خدمات ثابت و صوتی بی‌سیم و اینترنت را تحت مجوز ۲۵ ساله در افغانستان ارائه می‌دهد. این شرکت متعلق به دولت بوده و توسط نهادهای دولتی اداره می‌شود. در سال ۲۰۰۵، وزارت مخابرات و تکنالوژی معلوماتی افغانستان ضمن حفظ نظارت و کنترل، آن را به یک شرکت دولتی - خصوصی تبدیل کرد.
افغان تیلی کام تقریباً ۲۰٬۰۰۰ کارمند در ۳۴ مرکز ولایتی و ۲۵۴ مرکز ولسوالی و روستایی دارد. که شامل خدمات خط تلفن‌های سنتی دسترسی به اینترنت در شهرهای بزرگ، تلفن‌های جی‌اس‌ام نسل سوم مکالمه راه دور حلقه محلی، وای‌مکس، خدمات اینترنت مبتنی بر فایبر نوری و تلفن‌خانه، دسترسی بی‌سیم و ماهواره مخابراتی را ارائه می‌دهد.
افغان تیلی کام مستفید از کمک‌های اعطای ۵۰ میلیون دلاری بانک جهانی به دولت افغانستان برای کمک به ارتباطات شبکه مخابراتی افغانستان است.
در مارس ۲۰۱۸، اجمل آیان به عنوان مدیرکل و مدیر عامل اجرایی افغان تیلی کام منصوب گردید.
افغان تیلکام که می‌خواست پنج درصد از سهم خود را در بازار افزایش دهد، به ۶۰ الی ۷۰ پایه آنتن متعلق به شرکت اتصالات دسترسی پیدا نمود.